# Lasse Dahlquist

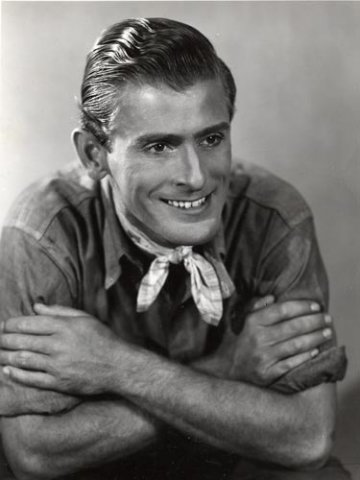
Lasse Dahlquist

Lars-Erik "Lasse" Dahlquist (nacido el 14 de septiembre de 1910 en Örgryte, Gotemburgo - muerte el 14 de octubre de 1979 en Brännö) fue un compositor, actor y cantante sueco. Estaba casada con Inez Margareta Dahlquist (1911-2004) 1936-79 y tenían sus hijo el saxofonista Robert "Bob" Dahlquist (1938-2005).
En Saltholmen en el archipiélago de Gotemburgo hay un lugar que se llama Lasse Dahlquists Plats.
Como niño, en los veranos, Dahlquist estaba en la granja Langegården de su abuelo en Brännö, donde construyó su casa.

## Filmografía escogida
- Sista natten (1956)
- Örnungar (1944)
- Det är min musik (1942)
- Sjöcharmörer (1939)
- Styrman Karlssons flammor (1938)
- Skärgårdsflirt (1935)
- Pojkarna på Storholmen (1932)
- Muntra musikanter (1932)

## Música cinematográfica escogida
- Örnungar (1944)
- Västkustens hjältar (1940)
- Vi på Solgläntan (1939)
- Sjöcharmörer (1939)
- Vi trumpetare (1938)

## Discografía escogida

### Canciones
- De' ä' dans på Brännö brygga
- Oh boy oh boy oh boy
- Kom lella vän ska vi segla
- Gå upp och pröva dina vingar
- Hallå du gamle indian
- Morfar har berättat
- Stuvarevalsen
- Här dansar kustens glada kavaljer